# Solhan (Turquie)
Pour les articles homonymes, voir Solhan.

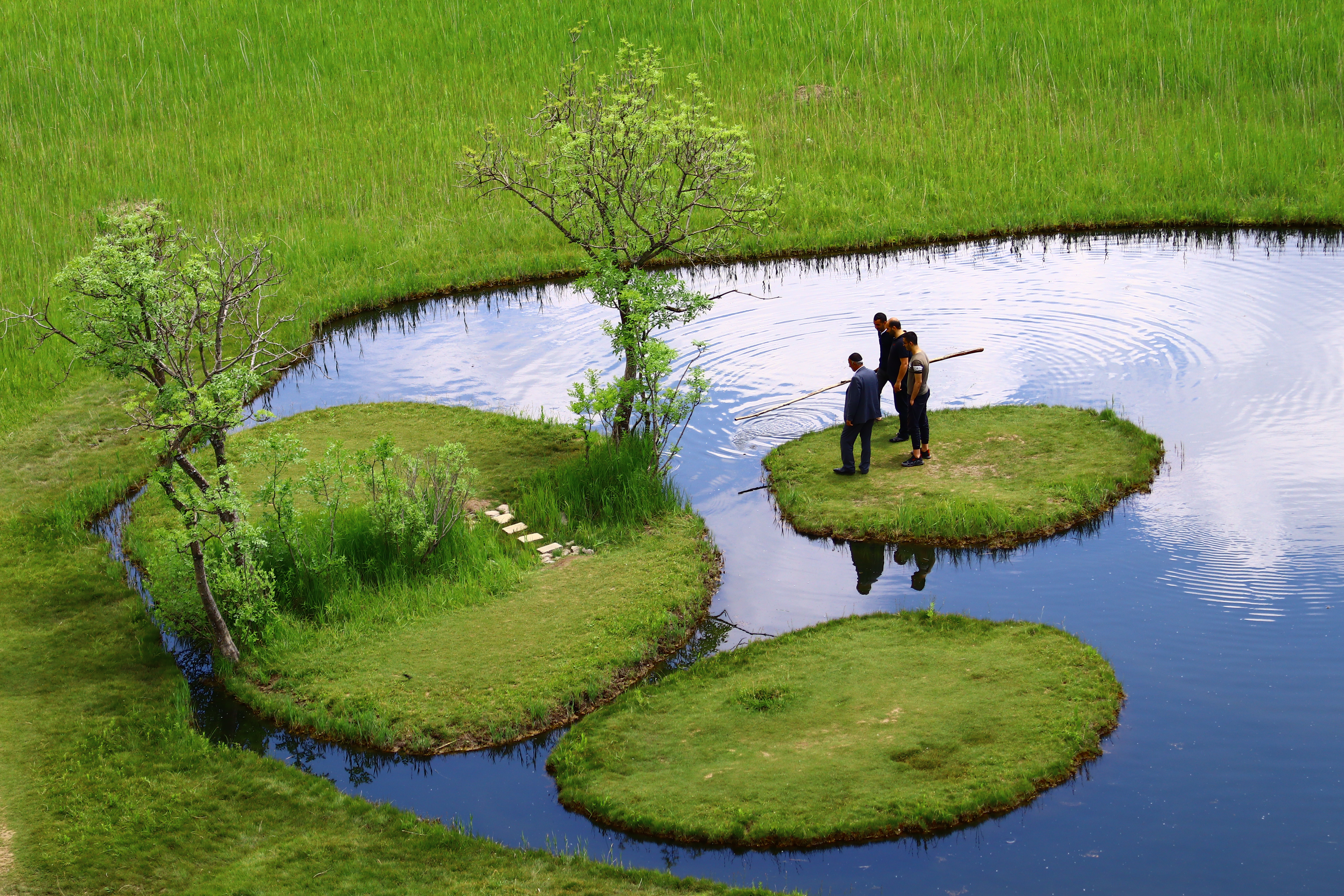
Yüzen Adalar Tabiat Anıtı, iles flottantes sur le lac Aksakal dans le Solhan. Mai 2022.

Solhan est une ville et un district de la province de Bingöl dans la région de l'Anatolie orientale en Turquie.